# Neobisium helveticum
Espèce
Neobisium helveticum est une espèce de pseudoscorpions de la famille des Neobisiidae.

## Distribution
Cette espèce est endémique du Valais en Suisse. Elle se rencontre à Saillon dans la grotte du Poteux.

## Description
La femelle holotype mesure 2,900 mm.

## Étymologie
Son nom d'espèce lui a été donné en référence au lieu de sa découverte, l'Helvétie.

## Publication originale
- Heurtault, 1971 : Une nouvelle espèce cavernicole de Suisse Neobisium (N.) helveticum (Arachnide, Pseudoscorpion, Neobisiidae). Revue Suisse de Zoologie, vol. 78, p. 903-907 (texte intégral).